# پیمایش ارزش‌های جهانی
پیمایش ارزش‌های جهانی (به انگلیسی: World Values Survey) با علامت اختصاری (پ.ا.ج. WVS) یک طرح پژوهشی جهانی است که ارزشها و باورهای مردم را بررسی می‌کند: چگونه در طول زمان تغییر می‌کنند و چه اثرات اجتماعی و سیاسی دارند. از سال ۱۹۸۱ یک شبکه جهانی از دانشمندان علوم اجتماعی نمونه‌های پیمایش‌های ملی را به عنوان بخشی از (پ.ا.ج. WVS) در حدود ۱۰۰ کشور انجام داده‌اند.

معیارهای (پ.ا.ج. WVS) تجزیه و تحلیل: پشتیبانی از دموکراسی، مدارا با خارجی‌ها و اقلیت‌های قومی، پشتیبانی از برابری جنسیتی، نقش دین و تغییر سطح دینداری، تأثیر جهانی‌شدن، نگرش نسبت به محیط زیست، کار، خانواده، سیاست، هویت ملی، فرهنگ، تنوع، ناامنی و رفاه ذهنی.
رونالد اف. اینگلهارت دانشمند سیاسی آمریکایی که در زمینه سیاست تطبیقی متخصص بود، مدیر و بنیانگذار پیمایش ارزش‌های جهانی است.

## بینش
پیدایش ارزش‌های جهانی در طول سال‌ها نشان می‌دهد باورهای مردم نقش کلیدی در توسعه اقتصادی، پیدایش و شکوفایی نهادهای دموکراتیک، افزایش برابری جنسیتی و میزان تأثیرگذاری حکومت در جوامع دارد.

### نقشه فرهنگی جهان از اینگلهارت – ولزل
تجزیه و تحلیل داده‌های پ.ا.ج. WVS که توسط دانشمندان علوم سیاسی رونالد اینگلهارت و کریستین ولزل انجام شده‌است، ادعا می‌کند دو بُعد عمدهٔ تنوع فرهنگی در جهان وجود دارد:
1. ارزش‌های سنتی در برابر ارزش‌های سکولار - عقلانی و
2. ارزش‌های بقا در برابر ارزش‌های خودبیان‌گری.

نقشه فرهنگی جهان نشان می‌دهد چگونه جوامع در این دو بُعد قرار گرفته‌اند. حرکت رو به بالا در این نقشه بیانگر تغییر از ارزش‌های سنتی به سکولار - منطقی و حرکت به سمت راست بیانگر تغییر از ارزش‌های بقا به ارزش‌های خودبیان‌گری است.
«ارزش‌های سنتی» بر اهمیت دین، روابط والدین و فرزندان، احترام به اقتدار و ارزش‌های سنتی خانواده تأکید می‌کند. افرادی که از این ارزش‌ها استقبال می‌کنند، طلاق، سقط جنین، مرگ آسان (مرگ بیماران لاعلاج) و خودکشی را نیز رد می‌کنند. این جوامع دارای سطح بالای غرور ملی و دیدگاه ملی‌گرایانه هستند.
«ارزش‌های عقلانی - سکولار» ترجیحات متضادی با ارزش‌های سنتی دارند. این جوامع تأکید کمتری بر دین، ارزش‌های سنتی خانواده و اقتدار دارند. طلاق، سقط جنین، مرگ آسان (مرگ بیماران لاعلاج) و خودکشی نسبتاً پذیرفته شده‌است.
«ارزش‌های بقا» بر امنیت اقتصادی و فیزیکی تأکید دارد. این با چشم‌اندازی نسبتاً قوم‌گرا و سطح پایینی از اعتماد و مدارا مرتبط است.
«ارزش‌های خودبیان‌گری» اولویت بسیاری برای حفاظت از محیط زیست، افزایش مدارا با خارجی‌ها، همجنس‌گرایان و لزبین‌ها و برابری جنسیتی و افزایش تقاضا برای مشارکت در تصمیم‌گیری در زندگی اقتصادی و سیاسی دارد.
کریستین ولزل مفاهیم «ارزش‌های رهایی‌بخش» و «ارزش‌های سکولار» را معرفی کرد. او با استفاده از داده‌های پیمایش ارزش‌های جهانی اندازه‌گیری‌هایی را برای آن مقادیر ارائه داد. ارزش‌های رهایی‌بخش نسخه به روز شده از ارزش‌های خودبیان‌گری هستند. ارزش‌های سکولار نسخه به روز شده ارزشهای منطقی سنتی در برابر سکولار هستند. ارزش‌های بقا در برابرخودبیان‌گری و ارزش‌های عقلانی سنتی در برابر سکولار عواملی بودند که با تکنیک متعامد تحلیل عاملی استخراج شدند که این دو مقیاس را از همبستگی با یکدیگر منع می‌کند. ارزش‌های رهایی‌بخش و سکولار به گونه‌ای اندازه‌گیری می‌شود که تا حد ممکن وفادارانه داده‌ها را نمایش دهد، حتی اگر این امر منجر به همبستگی بین مقیاس‌ها شود. شاخص‌های ارزش‌های سکولار و رهایی‌بخش با یکدیگر همبستگی مثبت دارند.

#### تنوع فرهنگ
یک تحلیل تا حدودی ساده این است که به دنبال افزایش استانداردهای زندگی و گذر از کشورهای در حال توسعه از طریق صنعتی شدن به جامعه پساصنعتی جامعه دانش، یک کشور تمایل دارد به‌طور مورب در جهت از گوشه سمت چپ پایین (فقیر) به گوشه بالا سمت راست (غنی) حرکت کند که بیانگر عبور در هر دو بُعد است.
با این حال، نگرش‌ها در بین مردم نیز با اندیشه‌های فلسفی، سیاسی و مذهبی حاکم بر کشور ارتباط بسیاری دارد. ارزش‌های سکولار-عقلانی و ماتریالیسم توسط فیلسوفان و سیاست چپ‌گرا در انقلاب فرانسه تدوین شد و در نتیجه می‌توان آنها را به ویژه در کشورهایی با سابقه طولانی سوسیال دموکراتیک یا سیاست سوسیالیستی و در کشورهایی دید که بسیاری از مردم در دانشگاه‌ها فلسفه و علم خوانده‌اند. ارزش‌های بقا ویژگی کشورهای جهان شرقی و ارزش‌های خودبیان‌گری ویژگی کشورهای جهان غرب است. در جوامع لیبرال اقتصاد پساصنعتی، سهم فزاینده ای از مردم به عنوان بقا و آزادی اندیشه رشد کرده‌اند و در نتیجه خودبیان‌گری بسیار ارزشمند است.

#### نمونه‌ها
- جوامع با نمرات بالا در ارزش‌های سنتی و بقا: زیمبابوه، مراکش، اردن، بنگلادش.
- جوامع با نمرات بالا در ارزش‌های سنتی و خودبیان: ایالات متحده، اکثر آمریکای لاتین، ایرلند.
- جوامع با نمرات بالا در ارزش‌های سکولار-عقلانی و بقا: روسیه، بلغارستان، اوکراین، استونی.
- جوامع با نمرات بالا در ارزش‌های سکولار-عقلانی و خودبیان: ژاپن، کشورهای شمال اروپا، بنلوکس، آلمان، سوئیس، چک، اسلوونی، فرانسه.

### شادی و رضایت از زندگی
پیمایش ارزش‌های جهانی نشان می‌دهد از سال ۱۹۸۱ تا ۲۰۰۷ شادی در ۴۵ کشور از ۵۲ کشوری که از آنها داده‌های بلندمدت در دسترس است افزایش یافته‌است. ا
از سال ۱۹۸۱، توسعه اقتصادی، دموکراتیزه شدن و افزایش مدارای اجتماعی، میزان تصور مردم از انتخاب آزاد را افزایش داده‌است، که همین به نوبه خود سبب افزایش سطح شادی در سراسر جهان شده‌است، که از نظریه توسعه انسانی پشتیبانی می‌کند.

## روش‌شناسی
پیمایش ارزش‌های جهانی از بررسی نمونه‌ها به عنوان ابزار گردآوری داده‌ها استفاده می‌کند، یک رویکرد سیستماتیک و استاندارد برای گردآوری اطلاعات از طریق مصاحبه با نمونه‌های انتخابی ملی افراد. مراحل اولیه پیمایش نمونه، طراحی پرسشنامه هستند؛ نمونه‌گیری، گردآوری و پردازش اطلاعات.

## یافته‌ها
برخی از یافته‌های اساسی این نظرسنجی عبارتند از:

1. بسیاری از تنوع ارزش‌های انسانی میان جوامع به دو بُعد گسترده خلاصه می‌شود: بُعد اول «ارزش‌های سنتی در برابر سکولار-عقلانی" و بُعد دوم "ارزش‌های بقا در مقابل ارزش‌های خودنمایی»[۴].
2. در بعد اول، ارزشهای سنتی بر دینداری، غرور ملی، احترام به اقتدار، اطاعت و ازدواج تأکید دارند. ارزشهای سکولار-منطقی بر خلاف هر یک از این حسابها تأکید می‌کنند. [۴]
3. در بُعد دوم، ارزش‌های بقا شامل اولویت امنیت بر آزادی، عدم پذیرش همجنس‌گرایی، پرهیز از اقدامات سیاسی، بی‌اعتمادی به افراد خارجی و احساس کمبود شادی است. ارزش‌های بیان خود بر خلاف همه این حساب‌ها دلالت دارد. [۴]
4. به دنبال «نظریه تجدیدنظر شده در مورد مدرنیزاسیون»، ارزش‌ها به طرق قابل پیش‌بینی با جنبه‌های خاصی از مدرنیته تغییر می‌کنند. با افزایش «احساس امنیت وجودی» اولویت‌های مردم از ارزش‌های سنتی به ارزش‌های سکولار-عقلانی تغییر می‌کند (یا با کاهش احساس امنیت وجودی از ارزش‌های عقلانی-سکولار به ارزش‌های سنتی برمی‌گردد). [۴]
5. بیشترین افزایش امنیت وجودی با «گذار از جوامع کشاورزی به صنعتی» اتفاق می‌افتد. در نتیجه، بزرگترین تغییر از ارزش‌های سنتی به ارزش‌های سکولار-عقلانی در این مرحله اتفاق می‌افتد. [۴]
6. اولویت‌های افراد از طریق بقا به ارزش‌های خودنمایی تغییر می‌کند، زیرا «احساس اختیار فردی» آنها افزایش می‌یابد (یا از ارزش‌های خودنمایی به سمت بقا با کاهش حس اختیار فردی). [۴]
7. بیشترین افزایش عاملیت فردی با «گذار از جوامع صنعتی به دانش» اتفاق می‌افتد. در نتیجه، بزرگترین تغییر از ارزش‌های بقا به ارزش‌های بیان در این مرحله اتفاق می‌افتد. [۴]
8. تفاوت‌های ارزش میان جوامع در سراسر جهان «الگوی منطقه فرهنگ» را نشان می‌دهد. بیشترین تأکید بر ارزش‌های سنتی و ارزش‌های بقا در جوامع اسلامی خاورمیانه است. در برابر، بیشترین تأکید بر ارزش‌های سکولار-عقلانی و ارزش‌های خودنمایی در جوامع پروتستان شمال اروپا مشاهده می‌شود. [۵]
9. این تفاوتهای حوزه فرهنگی، «مسیرهای تاریخی» متفاوتی از نحوه ورود گروه‌های مختلف جوامع به مدرنیته را منعکس می‌کند. این مسیرها احساسات مختلف افراد از امنیت وجودی و اختیار فردی را در برمی‌گیرد که به نوبه خود تأکیدات متفاوتی را بر ارزش‌های عقلانی-سکولار و ارزش‌های خودنمایی نشان می‌دهد. [۵]
10. ارزش‌ها نیز در جوامع در راستای شکاف‌هایی مانند جنسیت، نسل، قومیت، مذهب، تحصیلات، درآمد و غیره متفاوت است. [۶]
11. به‌طور کلی، گروه‌هایی که شرایط زندگی در آنها، احساس امنیت وجودی قوی‌تری به اعضا خود می‌دهند، بر عاملیت فردی و ارزش‌های سکولار - عقلانی و ارزش های خودبیان گری تأکید بیشتری دارند. [۶]
12. با این حال، «درون» -تفاوت‌های اجتماعی در ارزش‌های مردم با عامل پنج تا ده «بین» -تفاوت‌های اجتماعی را کاهش می‌دهد. در مقیاس جهانی، شرایط اساسی زندگی هنوز بسیار بیشتر از جوامع متفاوت است و همچنین تجربیات امنیت وجودی و عاملیت فردی که ارزش‌های مردم را شکل می‌دهد، متفاوت است. [۶]
13. زیرمجموعه خاصی از ارزش‌های خودنمایی- « رهایی‌بخش ارزش‌ها» - تأکید بر آزادی انتخاب و برابری فرصت‌ها را ترکیب می‌کند؛ بنابراین ارزش‌های رهایی‌بخش شامل اولویت‌هایی برای آزادی شیوه زندگی، برابری جنسیتی، شخصی خودمختاری و صدای مردم است. [۷]
14. ارزش‌های رهایی‌بخش فرهنگی کلیدی فرایند وسیع‌تری از «توانمندسازی انسانی» را تشکیل می‌دهد. این فرایند پس از شروع به کار، به افراد این امکان را می‌دهد که در روند فعالیت خود از آزادی استفاده کنند. [۸]
15. در صورت راه‌اندازی، توانمندسازی انسان در سه سطح پیشرفت می‌کند. در سطح اجتماعی-اقتصادی، توانمندسازی بشر با افزایش «منابع اقدام» توانایی افراد را در اعمال آزادی افزایش می‌دهد. در سطح اجتماعی-فرهنگی، توانمندسازی انسان با افزایش «ارزش‌های رهایی‌بخش»، آرزوهای مردم برای اعمال آزادی را افزایش می‌دهد. در سطح نهادی-حقوقی، با تقویت حقوق دموکراتیک، افزایش توانمندی انسان‌ها موجب افزایش حقوق مردم می‌شود. [۵]
16. «توانمندسازی انسانی» «واحد توانمندسازی، آرزوها و استحقاق‌ها» است. به عنوان یک نهاد، توانمندسازی بشر تمایل دارد در مارپیچ‌های با فضیلت پیشرفت کند یا در مارپیچ‌های شریر در هر یک از سه سطح خود عقب‌نشینی کند. [۹]
17. ارزش‌های رهایی‌بخش به عنوان مؤلفه فرهنگی توانمندسازی بشر از جهات مختلف بسیار تأثیرگذار هستند. به عنوان یک، ارزش‌های رهایی‌بخش «یک شکل مدنی از فردگرایی مدرن» ایجاد می‌کند که از اعتماد گروهی خارج و جهت‌گیری‌های جهانی نسبت به دیگران حمایت می‌کند. [۱۰]
18. ارزش‌های رهایی‌بخش «اعتراض بدون خشونت» را تشویق می‌کند، حتی در برابر خطر سرکوب؛ بنابراین، ارزش‌های رهایی‌بخش سرمایه اجتماعی را فراهم می‌کند که جوامع را فعال می‌کند، عموم مردم را بیشتر بیان می‌کند و به جامعه مدنی سرزندگی می‌بخشد. ارزش‌های رهایی‌بخش، نمایندگی مدنی کل جوامع را پیش می‌برد. [۱۱]
19. اگر ارزش‌های رهایی‌بخش در کشورهای دموکراتیک قوی شود، به «جلوگیری از حرکت‌های دور از دموکراسی» کمک می‌کند. [۱۲]
20. اگر ارزش‌های رهایی‌بخش در کشورهای غیردموکراتیک تقویت شوند، به «تحرکات به سوی دموکراسی» کمک می‌کند. [۱۲]
21. ارزش‌های رهایی‌بخش این تأثیرات را اعمال می‌کند زیرا اقدامات جمعی را تشویق می‌کند که قدرت را تحت فشار قرار می‌دهد تا بسته به چالش کنونی دموکراسی، پایداری، اثبات یا استقرار دموکراسی را تحت فشار قرار دهد. [۱۲]
22. عوامل عینی که به نفع دموکراسی شناخته شده‌است (از جمله رفاه اقتصادی، برابری درآمد، همگنی قومی، ادغام بازار جهانی، قرار گرفتن در معرض رسانه‌های جهانی، نزدیکی به همسایگان دموکراتیک، میراث پروتستان، سرمایه اجتماعی و غیره) بیشتر بر دموکراسی تأثیر می‌گذارد تا آنجا که این عوامل ارزش‌های رهایی‌بخش را ترجیح می‌دهند. [۱۲]
23. ارزش‌های رهایی‌بخش، میل مردم به دموکراسی را تقویت نمی‌کند، زیرا میل به دموکراسی در این برهه از تاریخ جهانی است. اما ارزش‌های رهایی‌بخش «ماهیت میل به دموکراسی» را تغییر می‌دهد و آنها این کار را به صورت مضاعف انجام می‌دهند. [۱۳]
24. در درجه اول، ارزش‌های رهایی‌بخش، درک مردم از دموکراسی را لیبرالتر می‌کند: افرادی که ارزش‌های رهایی‌بخش قوی‌تری دارند، بر ویژگی‌های قدرتمند دموکراسی تأکید می‌کنند تا مسایل مربوط به نان و کره و قانون و نظم. [۱۳]
25. بعد، ارزش‌های رهایی‌بخش سبب می‌شود مردم سطح دموکراسی کشور خود را با انتقاد بیشتری ارزیابی کنند: افرادی که دارای ارزش‌های رهایی‌بخش قوی‌تر هستند و از عملکرد دموکراتیک کشور خود بیش از حد تجلیل نمی‌کنند. [۱۳]
26. بنابراین، ارزش‌های رهایی با هم «میل انتقادی-لیبرالی به دموکراسی» ایجاد می‌کنند. تمایل انتقادی-لیبرالی به دموکراسی نیروی مهیب اصلاحات دموکراتیک است. و این بهترین پیش‌بینی کننده سطح مؤثر دموکراسی یک کشور و سایر شاخص‌های حکمرانی خوب است. نه سنت‌های دموکراتیک و نه بسیج شناختی تأثیر مثبت قوی ارزش‌های رهایی‌بخش را بر میل انتقادی-لیبرالی به دموکراسی نشان نمی‌دهند. [۱۳]
27. ارزش‌های رهایی‌بخش مهمترین عامل در پیشبرد توانمندسازی زنان است. عوامل اقتصادی، مذهبی و نهادی که برای پیشبرد توانمندسازی زنان یافت شده‌است، بیشتر این کار را انجام می‌دهند زیرا ارزش‌های رهایی‌بخش را پرورش می‌دهند. [۷]
28. ارزش‌های رهایی‌بخش، استراتژی زندگی مردم را از تأکید بر تأمین سطح معیشت مناسب، به افزایش اختیارات انسانی تغییر می‌دهد. با تغییر وضعیت معیشتی به نمایندگی بر کل جوامع، سطح کلی رفاه ذهنی افزایش می‌یابد. [۸]
29. پیامدهای رهایی‌بخش فرایند توانمندسازی بشر خاص فرهنگ «غرب» نیست. همان فرآیندهای توانمندسازی که ارزش‌های رهایی‌بخش و میل انتقادی-لیبرالی به دموکراسی در «غرب» را پیش می‌برد، همین کار را در «غرب» انجام می‌دهد. شرقی و سایر مناطق فرهنگی. [۱۴]
30. تسلط اجتماعی اسلام و شناسایی فردی به عنوان مسلمان هر دو ارزش‌های رهایی‌بخش را تضعیف می‌کند ولی در میان جوانان مسلمان با تحصیلات عالی و به ویژه در میان زنان جوان مسلمان با تحصیلات عالی، شکاف مسلمانان / غیرمسلمانان بر سر ارزش‌های رهایی‌بخش برطرف می‌شود. [۱۵]

تجزیه و تحلیل سال ۲۰۱۳ به تعداد افرادی در کشورهای مختلف پاسخ داد که ترجیح می‌دهند همسایگان نژاد متفاوت نداشته باشند از ۵٪ در بسیاری از کشورها تا ۵۱٫۴٪ در اردن، با تنوع گسترده در اروپا.